# 买买提明·艾孜来提
买买提明·艾孜来提（維吾爾語：مەھمەت ئەمىن ھازرەت‎，拉丁维文：Mehmet Emin Hazret，1950年—），维吾尔人，原籍中国新疆和田地区墨玉县，东突厥斯坦解放组织领袖，被中华人民共和国政府认定为恐怖分子。

## 生平
艾孜来提大学毕业后进入新疆电影制片厂任编剧，1989年逃亡土耳其，致力于東突厥斯坦分离主義運動。1996年，艾孜来提在伊斯坦堡创办爭取东突厥斯坦独立的东突厥斯坦解放组织，自任领袖。
艾孜来提多次派人在新疆及中亚各国组织暗杀、纵火等活动，其组织成员多在塔利班和基地组织接受训练，还曾参与车臣战争。